# Jakub Papenkowic
Jakub Papenkowic (ur. ok. 1582 w Uściu Solnym, zm. 25 stycznia 1649) – polski profesor teologii, rektor Akademii Krakowskiej w latach 1642, 1643, 1646 i 1648. 

## Nazwisko
Jakub Papenkowic był synem Macieja Papenka (Papanka), mieszczanina z Uścia Solnego. We współczesnych mu źródłach występował najczęściej jako Ustiensis, Ostiensis, Hostiensis de Uszcze. W dzisiejszych źródłach występuje również jako Papenkowicz.

## Życiorys
Jakub Papenkowic rozpoczął studia na Akademii Krakowskiej w 1600 roku. Do 1608 roku studiował na Wydziale Teologicznym pod kierunkiem Marcina z Płocka i Bazylego Goliniusza. W 1604 roku uzyskał bakalaureat, a w 1608 roku – mistrzostwo sztuk wyzwolonych. Bezpośrednio potem prowadził przez 3 lata wykłady na Wydziale Artium, a w 1611 roku został przyjęty do Kolegium Mniejszego. Został seniorem Bursy Jagiellońskiej, którą kierował przez kilka lat. W 1616 roku przeszedł do Kolegium Większego. W roku akademickim 1616/1617 był dziekanem Wydziału Filozoficznego. Prawdopodobnie łączył wykłady na Wydziale Artium ze studiami teologicznymi. Broniąc na Wydziale Teologicznym tez dwóch „kwestii”: De visione Dei (1625) oraz De divinissimo SS. Eucharistiae Sacramento (1626) uzyskał tytuł bakałarza teologii.
W ramach kariery kościelnej obejmował kolejno stanowiska: kanonię św. Anny, kapituła św. Floriana (około 1625 roku), kustodię (około 1643 roku) i prepozyturę (przed 1646 rokiem) tamże. Był również od 1616 roku wielokrotnym prepozytem i skarbnikiem Kolegium Większego. Od 1623 roku piastował urząd prokuratora Akademii. 
Jako prokurator Akademii prowadził kilka spraw:
- w 1623 roku wyjechał wraz z Jakubem Najmanowicem i Janem I. Petrycym na sejm warszawski, m.in. aby bronić stanowiska uczelni w konflikcie z jezuitami o otwarcie kolegium przy kościele św. Piotra. Ponownie udał się w tej sprawie na sejm w Warszawie w styczniu 1625 roku
- w 1626 roku wyjechał do Rzymu w sprawie toczącego się przed Trybunałem Roty Papieskiej procesu przeciw prowincjałowi Mikołajowi Łęczyckiemu o uruchomienie w Krakowie jezuickich szkół publicznych
- w czasie pobytu w Rzymie podejmował działania w sprawie kolejnych, niekorzystnych dla Akademii dekretów Roty, wysuwając w przedkładanych protestacjach i memoriałach coraz to nowe argumenty przeciw szkołom jezuickim
- równocześnie intensywnie zabiegał o uzyskanie przychylności dla Akademii w Kolegium Kardynałów i wpływowych kołach Kurii oraz u generała zakonu jezuitów Muzio Vitelleschiego.

Większość jego działań w Rzymie była nieskuteczna. W czasie pobytu we Włoszech uzyskał doktorat teologii i obojga praw, uzyskane zapewne w rzymskiej Sapienzie. Wrócił na Akademię Krakowską w 1630 roku. Jego doktorat został nostryfikowany na jego Alma Mater w 1639 roku.
Od 1636 roku był proboszczem w Proszowicach. W tymże roku ufundował główny ołtarz w miejscowym kościele parafialnym. W 1641 roku otrzymał prepozyturę w Nowym Korczynie, z której po roku 1645 przeniósł się na probostwo Wszystkich Świętych w Krakowie. W roku 1646 zrzekł się kilku kolejnych beneficjów, m.in. kustodii św. Jerzego na zamku krakowskim i altarii św. Bartłomieja w katedrze wawelskiej, 
Był kilkakrotnie dziekanem Wydziału Teologicznego (1643, 1646, 1648), prowizorem Bursy Jerozolimskiej (1646–1649) i prokuratorem kapituły św. Floriana, w letnim półroczu 1642 roku został po raz pierwszy wybrany na rektora Uniwersytetu. Piastował ten urząd przez dalsze dwie kadencje (1642/3, 1643). W tym czasie doprowadził do przeniesienia Szkół Nowodworskich z Bursy Nowej do nowego gmachu przy ul. św. Anny, zdecydowanie opowiedział się po stronie Uniwersytetu w głośnym procesie z Krzysztofem Najmanowicem o dobra Pielgrzymowice i Świeborowice.
Biskup Piotr Gembicki na synodzie diecezjalnym w 1643 roku powołał go w skład komisji dla cenzury książek i mianował egzaminatorem synodalnym.
Po śmierci Wawrzyńca Śmieszkowica ponownie przejął berła rektorskie (21 września 1646 roku). W podobnych okolicznościach objął godność rektora jako „senior pater” Uniwersytetu po nagłym zgonie (18 września 1648 roku) Pawła Herki.
Zmarł, przeziębiwszy się w czasie powitania przybyłego do Krakowa króla Jana Kazimierza.

## Znane prace
- panegiryk gratulacyjny dla nowo wybranego biskupa krakowskiego Marcina Szyszkowskiego (1617)[9]
- pochwalne Encomium na rzecz fundacji Bartłomieja Nowodworskiego dla Akademii Krakowskiej (1619)[10]
- apelacja do papieża Urbana VIII, której tekst (Appellatio ad SS. DD. N. Urbanum VIII in causa iuris legendi Cracoviae), uzupełniony krótkim zarysem powstania, historii i organizacji Uniwersytetu oraz przedrukiem kilku dokumentów w sprawach jezuickich, ogłosił w roku 1630, pt. Informatio iuris et facti, w weneckiej oficynie M. Misseriniego
- publiczna dysputa na temat nauki św. Tomasza De divina scientia (1638), zwyczajowa responsja pro loco na Wydziale Teologicznym przeprowadzona 17 września 1639 roku, przedkładając jako tezę inkorporacyjną Questio de liberi humani arbitrii dominio et ad Deum subordinatione (1639)[11].